# 卡圖薩斯普林斯 (喬治亞州)
卡圖薩斯普林斯（英語：Catoosa Springs）是位於美國喬治亞州卡圖薩縣的一個非建制地區。該地的面積和人口皆未知。

## 地理
卡圖薩斯普林斯的座標為34°54′50″N 85°03′20″W / 34.91389°N 85.05556°W，而該地的平均海拔高度為247米（即810英尺）。